# Baby (film 2007)
Baby è un film statunitense del 2007 diretto da Juwan Chung e interpretato da David Huynh. Il film è considerato parte dei cosiddetti hood film, genere che espone aspetti delle culture afroamericane o ispanoamericane.

## Trama
Baby è un undicenne asiatico-americano senza madre, povero e cresciuto solo da un padre alcolizzato, intrappolato nel mondo squallido e senza uscita degli hostess bar, delle sale da biliardo e dei circuiti dello spaccio di droga che caratterizzano la vita delle gang della East Los Angeles negli anni ottanta.
Le cose peggiorano quando viene preso sotto l'ala protettiva del suo vicino gangster Tommy, amicizia che lo porterà nel carcere minorile per omicidio colposo, con Benny che emargina Baby dal gruppo. Dopo sette violenti anni di prigione, Baby viene liberato, ma lotta per adattarsi a una società che lo rifiuta e presto tornerà alla vita dominata dalla droga, da bande di strada e da omicidi.
Nel frattempo Benny è salito di grado fino a diventare il boss del crimine locale per una parte della triade Wah Ching. Solo i suoi amici d'infanzia e un amore perduto gli offrono una speranza di cambiare vita prima che sia troppo tardi.

## Distribuzione
Il film è stato presentato in anteprima nel maggio 2007 al Los Angeles Asian Pacific Film Festival, dove si è aggiudicato il premio come miglior opera narrativa e come miglior esordiente a David Huynh. È stato poi distribuito nelle sale cinematografiche statunitensi a partire dal 16 dicembre 2008, mentre dal 30 dicembre dello stesso anno è stato reso disponibile per il mercato dell'home video in formato DVD.
In Germania il film è stato distribuito con il titolo Baby - Live Fast. Kill Young. In Italia il film è stato distribuito da Minerva Pictures direct-to-video nel mercato dell'home video. Il doppiaggio italiano è avvenuto per cura della Tecnofilm Due, sotto la direzione di Massimiliano Painelli Perrella, assistito da Valentina Perrella, con dialoghi italiani di Francesca Cipollari.

## Accoglienza
G.A. Johnson del San Francisco Chronicle ha scritto che la stampa ha definito Baby la versione asiatica di Boyz n the Hood - Strade violente, ma che il debutto accattivante di Juwan Chung ricorda anche molto The Departed - Il bene e il male.

## Riconoscimenti
- DisOrient Asian American Film Festival
  - 2008 - Miglior regista a Juwan Chung[4][5]
- Los Angeles Asian Pacific Film Festival
  - 2007 - Miglior opera narrativa a Juwan Chung[1][5]
  - 2007 - Miglior esordiente a David Huynh[1][5]